# 冕登山脉
冕登山脉是一条位于马来西亚半岛的山脉，源于缅甸的他念他翁山，为吉打州和霹雳州之间的分界线。该条山脉从泰南延伸自霹雳南部，往东有马来西亚半岛的脊椎蒂蒂旺沙山脉。其中最高点位于海拔1862米的冕登山，该峰位于居林、华玲、上霹雳和拉律峇登司南马四个县份的边界，其他较高的山峰有Bokbak峰（1199米）、依那斯山（1801米）和Ulu Jernih峰（1577米）。
冕登山脉也是霹雳河和近打河之间的分水岭，同时许多森林保护区如青山（Bukit Hijau）和西林河（Sungai Sedim）森林保护区也在此设立，而马来西亚最早的高原度假村太平山就位于山脉南边。此外，冕登山脉山坡一帶也遺留下很多相信是錫井的洞坑，目前尚未获得进一步研究。